# Scarus hoefleri
Scarus hoefleri es una especie de peces de la familia Scaridae en el orden de los Perciformes.

## Morfología
Los machos pueden llegar alcanzar los 60 cm de longitud total.

## Distribución geográfica
Se encuentra desde Mauritania hasta el  Congo.